# The Manxman (1917)

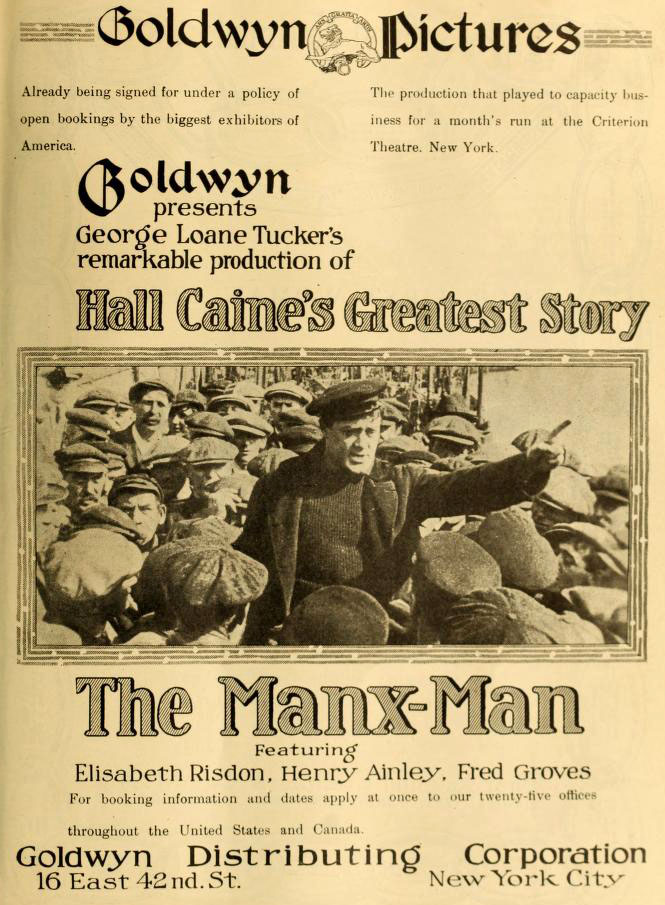
The Manxman (1917)

The Manxman é um filme britânico de 1917, do gênero drama, dirigido por George Loane Tucker e estrelado por Henry Ainley, Adeline Hayden Coffin e Will Corrie. Foi baseado no romance The Manxman de Hall Caine, que mais tarde foi a base para um filme de 1929, The Manxman, dirigido por Alfred Hitchcock.